# 낙동강 하류 철새 도래지
낙동강 하류 철새 도래지(洛東江 下流 철새 渡來地, 영어: Sanctuary of Migratory Birds at Nakdonggang River Estuary) 혹은 을숙도 철새도래지(乙淑島 철새도래지)는 부산광역시 강서구, 사하구 하단동, 사상구에 걸쳐 있는 부산 시외와 을숙도의 넓은 하구에 낙동강 삼각주와 사구(모래언덕)가 만들어져 있는 철새보호구역이다. 1966년 7월 23일 대한민국의 천연기념물 제179호로 지정되었다.

## 명칭
사하구는 을숙도철새도래지, 철새도래지이다.

## 현지 안내문
철새는 계절에 따라서 번식지와 겨울을 지내기 위한 지역을 번갈아가며 이동하는 새를 말한다. 북쪽에서 번식을 하고 겨울에 우리 나라에 오는 새를 겨울새라 하고, 봄에 남쪽에서 날아와 번식하고 가을에 다시 남쪽으로 가는 새를 여름새라 한다. 이 외에도 나그네새와 떠돌이새가 있다. 우리 나라의 대표적 철새로는 뻐꾸기, 백로, 파랑새 등의 여름새와, 기러기, 독수리, 두루미, 부엉이 등의 겨울새가 있다.
낙동강 하류 철새 도래지는 부산과 김해평야 사이의 넓은 하구지역으로 수 많은 삼각주와 모래언덕(사구)이 만들어져 있다. 그러나 이 모래언덕은 낙동강의 물이 넘치거나 태풍 등에 의해 옮겨지거나 없어지기도 한다. 철새들은 이러한 변화에 따라 모래언덕을 중심으로 주변의 갯벌을 따라 먹이를 찾아 장소를 옮겨가며 지낸다. 이곳은 물에 사는 작은 동·식물이 풍부할 뿐만 아니라 갈대밭이 있는 아직 개간하지 않은 넓은 지역으로 물새들의 안식처로 적합하다.
이러한 환경의 영향으로 봄과 가을에는 우리 나라를 통과하는 도요새와 물떼새류의 대집단이 이곳을 거쳐간다. 또한 겨울에도 낙동강 하류의 삼각주 일대는 거의 얼지 않아서 11월부터 3월까지 해마다 규칙적으로 많은 겨울철새가 모여든다. 간혹 천연기념물로 지정된 재두루미, 저어새 등이 보이며, 제비물떼새, 넙적부리도요 등의 희귀한 새도 볼 수 있다.
최근에는 하구둑 건설과 매립 공사, 폐수, 인분, 가정하수에 의한 수질 오염, 농지 개간으로 인한 환경 파괴로 인해 철새들의 종류와 철새 집단의 크기가 줄어들고 있다.
낙동강 하류 철새 도래지는 우리 나라 최대의 철새 도래지 중의 하나일 뿐만 아니라, 일본·한국·러시아를 잇는 지역으로서 국제적으로도 매우 중요한 곳이다. 또한 이 지역의 생물·지질 및 해양환경 등은 학술적·교육적 가치가 높아 천연기념물로 지정하여 보호하고 있다.

## 건축 허용기준
2020년 2월 5일 문화재청은 「문화재보호법」제13조 및「토지이용규제기본법」제8조에 따라 국가지정문화재(천연기념물) 역사문화환경 보존지역 내 건축행위 등에 관한 허용기준 구역조정 및 지형도면을 고시하였다.

## 참고 문헌
- 이 문서에는 다음커뮤니케이션(현 카카오)에서 GFDL 또는 CC-SA 라이선스로 배포한 글로벌 세계대백과사전의 "《낙동강 하류 철새 도래지》" 항목을 기초로 작성된 글이 포함되어 있습니다.

## 같이 보기
- 을숙도
- 낙동강

## 참고 자료
- 낙동강 하류 철새 도래지 - 국가유산청 국가유산포털